# Aubrey de Vere I
Aubrey ( Albericus ) de Vere (fallecido hacia 1112-1113) fue uno de los grandes vasallos de Guillermo el Conquistador en 1086, así como de Geoffrey de Montbray, obispo de Coutances y de Alan Rufus, señor de Richmond. Una fuente mucho más posterior da a su padre el nombre de Alfonso. 

## Biografía
Sus orígenes son oscuros y se le han atribuido orígenes diversos, desde Zelanda hasta Bretaña. Es posible que fuera normando, posiblemente de la zona de Ver, en el Cotentin, al oeste de Normandía, o de Ver-sur-Mer, pero no hay evidencias suficientes para aseverarlo. Fuentes de finales de la Edad Media reivindican su descendencia de Carlomagno a través de los condes de Flandes o Guînes. De hecho, la única conexión de los Veres de Inglaterra con Guînes en Flandes fue a través del breve matrimonio entre el nieto de Aubrey I, Aubrey de Vere III, y Beatrice, heredera del condado de Guînes, en el siglo XII, el matrimonio fue anulado a los seis o siete años.
En el Domesday Book, aparece como "Aubrey el chambelán" y "Aubrey el chambelán de la reina", así como Aubrey de Vere. Él y su esposa poseían tierras en nueve condados en 1086 y ambos fueron acusados de confiscaciones no autorizadas.El valor de las propiedades ascendería aproximadamente a £300, lo que lo situaba aproximadamente entre los barones intermedios tras conquista de Inglaterra. Sirvió a Enrique I como chambelán y juez local en los condados de Berkshire y Northamptonshire. 
En algún momento antes de 1104, el hijo mayor de Aubrey, Geoffrey, enfermó y fue atendido en la abadía de Abingdon en Berkshire por el médico real, el abad Faritius. El joven pareció recuperarse, pero, tras una súbita recaída, murió y fue enterrado en la abadía. A petición de Geoffrey, Aubrey donó a la abadía de Abingdon su iglesia de Kensington. Aubrey y su esposa fundaron Igualmente Colne Priory para Abingdon. En marzo de 1111, Aubrey I se unió a esa comunidad y murió poco después. Otro de sus hijos, William, murió también al poco tiempo, siendo ambos enterrados en el priorato, estableciéndolo como el mausoleo de la familia Vere.Otro de sus hijo, Aubrey, heredó las propiedades de su padre.
Aubrey I se casó en 1086 con Beatrice en 1104, que aparece también citada como la madre de su hijo mayor. Beatrice asistió a la fundación formal del Priorato de Earl's Colne. Además de los hijos Geoffrey, Aubrey II y William mencionados anteriormente, la pareja tuvo también a Roger y Robert.

## Propiedades
Las principales propiedades en poder de Aubrey de Vere en 1086: Castle Hedingham, Beauchamp [Walter], Great Bentley, Great Canfield, Earls Colne, [White] Colne y Dovercourt, Essex; Aldham, Belstead, Lavenham y Waldingfield, Suffolk; Castle Camps, Hildersham, Silverley y Wilbraham, Cambridgeshire. Poseía casas y tierras en Colchester y una casa en Winchester. Como inquilino de Geoffrey , obispo de Coutances, poseía Kensington, Middlesex; Scaldwell y Wadenhoe, Northamptonshire. De la baronía de Alan de Bretaña, ostentaba el control sobre los señoríos de Beauchamp Roding, Canfield y West Wickham, Essex. Su esposa disponía de Aldham, Essex, por derecho propio de Odón de Bayeux. Los elaboradores del Domesday acusaron a la pareja de expandirse a Little Maplestead, Essex. Entre los territorios confiscados o mantenidos de manera cuestionable por Aubrey incluían Manuden, Essex; Great Hemingford, Huntingdonshire; y Swaffham, Cambridgeshire. (Según condados indicados en el Libro Domesday).